# Брусиловский, Ефим Семёнович
Ефим Семёнович Брусиловский (1922 — 2019) —  советский и немецкий аллерголог, доктор медицинских наук (1966), профессор (1967). Создатель первого в Советском Союзе лёгочно-аллергологического центра. Действительный член Западноевропейской академии наук и культуры (2004), действительный член (академик) Европейской академии естественных наук (2005).

## Биография
До 1944 участвовал в Великой Отечественной войне в составе полевого подвижного госпиталя. Отозван с фронта Н. Д. Стражеско для работы в лаборатории иммунологии Киевского института клинической медицины. В том же году окончил лечебный факультет Первого московского медицинского института. С 1945 до 1950 преподавал терапию в Киевском военно-медицинском училище, одновременно с 1947 до 1949 клинический ординатор кафедры терапии Киевского института усовершенствования врачей. С 1950 до 1951 главный терапевт Каменец-Подольской области, потом до 1958 главный терапевт Юго-Западной железной дороги, одновременно с 1958 до 1961 являлся заведующим терапевтическим и эндокринологическим отделением железнодорожной клинической больницы, ассистентом кафедры терапии Киевского института усовершенствования врачей. С 1962 до 1965 доцент той же кафедры. В 1965 выбран по конкурсу заведующим кафедрой госпитальной терапии Красноярского медицинского института, где создал научную школу терапевтов-аллергологов и основал первый в Советском Союзе лёгочно-аллергический центр. В 1966 защитил докторскую диссертацию на тему «Основные вопросы патогенеза, клиники и лечения бронхиальной астмы». В 1970 приглашён для организации клиники и научного подразделения аллергии во Всесоюзный институт гигиены и токсикологии пестицидов, полимеров и пластмасс, который возглавлял до 1978. В 1987 эмигрировал. Работал консультантом в больнице, затем стал профессором Гёттингенского университета. Под его руководством защищено двадцать девять кандидатских и шесть докторских диссертаций.

## Публикации
Автор более 300 научных трудов, 12 монографий.
- Лернер И. П., Брусиловский Е. С. Аллергические эозинофильные заболевания: Эозинофилии и эозинофильные инфильтраты. Киев: Госмедиздат УССР, 1961. — 275 с.
- Брусиловский Е. С. Лекарственная аллергия. Киев : Здоров'я[укр.], 1974. — 184 с.[6]
- Брусиловский Е. С. Клинические лекции по аллергологии. Вища школа[укр.], 1977. — 342 с.
- Брусиловский Е. С. Из бесед с Николаем Дмитриевичем Стражеско. Литературный европеец. — 08/2012. — № 174. — С. 39-42.[7]